# Robert Devereux (2e comte d'Essex)
Pour les articles homonymes, voir Robert Devereux.
Robert Devereux, 10 novembre 1565 – 25 février 1601, 2e comte d’Essex, est un favori d'Élisabeth Ire d'Angleterre, disgracié en 1600 et, après avoir fomenté un complot, décapité à la hache en 1601.

## Biographie
Il est le fils de Walter Devereux (1541-1576), 1er comte d'Essex, et de Lettice Knollys, petite-fille de Mary Boleyn, sœur d'Anne Boleyn. Après la mort de son mari, Knollys se remarie en 1578 avec Robert Dudley, favori de la reine Élisabeth, mais sans le consentement de cette dernière.
Il combattit avec les huguenots français (1591-1592) et s'illustra dans l'expédition de Cadix en 1596. Il prend à son service l'espion Anthony Bacon (1558-1601) en 1594. Le comte d'Essex est battu par O'Neil dans l'Ulster (1598). Le 27 mars 1599, il part pour l'Irlande en qualité de généralissime et a une entrevue avec l'ennemi irlandais du Tyrone le 6 septembre 1599 au gué de Bellaclinthe. Il envoie Robert et Anthony Shirley à la cour perse d'Abbas Ier afin de constituer une alliance contre l'Empire ottoman.

### Premier procès
Confiant dans son laissez-passer permanent pour l'Angleterre, confirmé par le grand sceau, le comte d'Essex quitta l'Irlande le 24 septembre 1599, et se trouvait à Londres quatre jours plus tard. La reine avait pourtant expressément interdit son retour et fut surprise de le trouver un matin, à son chevet, au Palais de Sans-Pareil, avant même qu'on l'eût coiffée de sa perruque et apprêtée. Le jour même, le Conseil Privé de la Couronne ne se réunit pas moins de trois fois, témoignant d'une certaine confusion, bien que la reine eût ordonné à titre conservatoire d'assigner le comte à ses quartiers, disant qu'il faut « priver de fourrage le bétail rétif ».

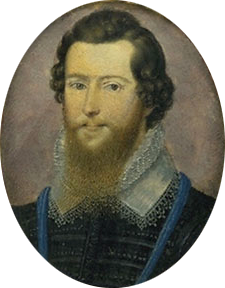
Essex par Isaac Oliver (vers 1597).

Essex comparut devant le Conseil de la Couronne au grand complet (dont son oncle William Knollys (1er comte de Banbury) était membre) le 29 septembre, pour un interrogatoire de cinq heures. Il ne fallut au Conseil qu'un quart d'heure pour produire son rapport, condamnant comme inadmissible la trêve convenue avec le rebelle irlandais O'Neill, et assimilant sa fuite d'Irlande à une désertion. Il fut confié à la garde de Richard Berkeley dans son hôtel d'York House (Strand) le 1er octobre. Devereux accusa les ministres Cecil et Raleigh d'avoir provoqué sa disgrâce auprès d’Élisabeth Ire. Walter Raleigh recommanda en tous cas à Robert Cecil de priver Devereux de tout moyen d'action, et le captif sembla consulter en vue de se retirer des affaires de la cour, malgré sa popularité.
Il est probable qu'au cours de sa réclusion à l'hôtel d'York, le comte d'Essex a correspondu secrètement avec Jacques VI d'Écosse par l’entremise de Lord Mountjoy, bien que leurs plans de prendre le pouvoir en Angleterre soient demeurés stériles. Au mois d'octobre, Mountjoy fut nommé à sa succession en Irlande, et les affaires du comte à la cour donnaient des signes d'amélioration. En novembre, la reine aurait affirmé que la trève avec O'Neill avait été « si judicieusement négociée... qu'il en était résulté... de grands bienfaits. » Quelques courtisans s'efforçaient de justifier le retour d'Essex depuis l'Irlande par l'impérieuse nécessité de consulter le chef des armées.
Mais Robert Cecil maintenait la pression, et le 5 juin 1600, Essex comparut devant une commission de 18 juges. Il dut entendre les accusations et la liste des preuves à genoux. Finalement condamné, il fut déchu de toutes ses charges publiques, et sa peine de réclusion civile fut confirmée.

### La rébellion d'Essex
Au mois d'août, il recouvrait sa liberté mais sa principale source de revenus (le monopole sur le vin cuit) ne lui fut pas reconduite. Acculé financièrement, il glissa « du chagrin et du repentir à la colère et la rébellion. » Au début de 1601, il entreprit de fortifier le manoir d'Essex, son hôtel particulier du Strand, et réunit ses partisans. Au matin du 8 février, accompagné d'un parti de gentilshommes (dont quelques-uns participeront, en 1605, à la Conspiration des Poudres), il tenta un coup de force à Westminster pour obtenir audience de la reine. Alors le ministre Cecil le proclama traître, et une troupe commandée par John Leveson fut chargée de lui barrer l'accès de Ludgate Hill. Alors que les hommes du comte d'Essex tentaient de forcer le passage, le beau-père d'Essex, Christopher Blount, fut blessé  dans l'escarmouche et les factieux se barricadèrent dans le manoir du Strand ; mais ils finirent par se rendre.

### Procès pour haute trahison et exécution

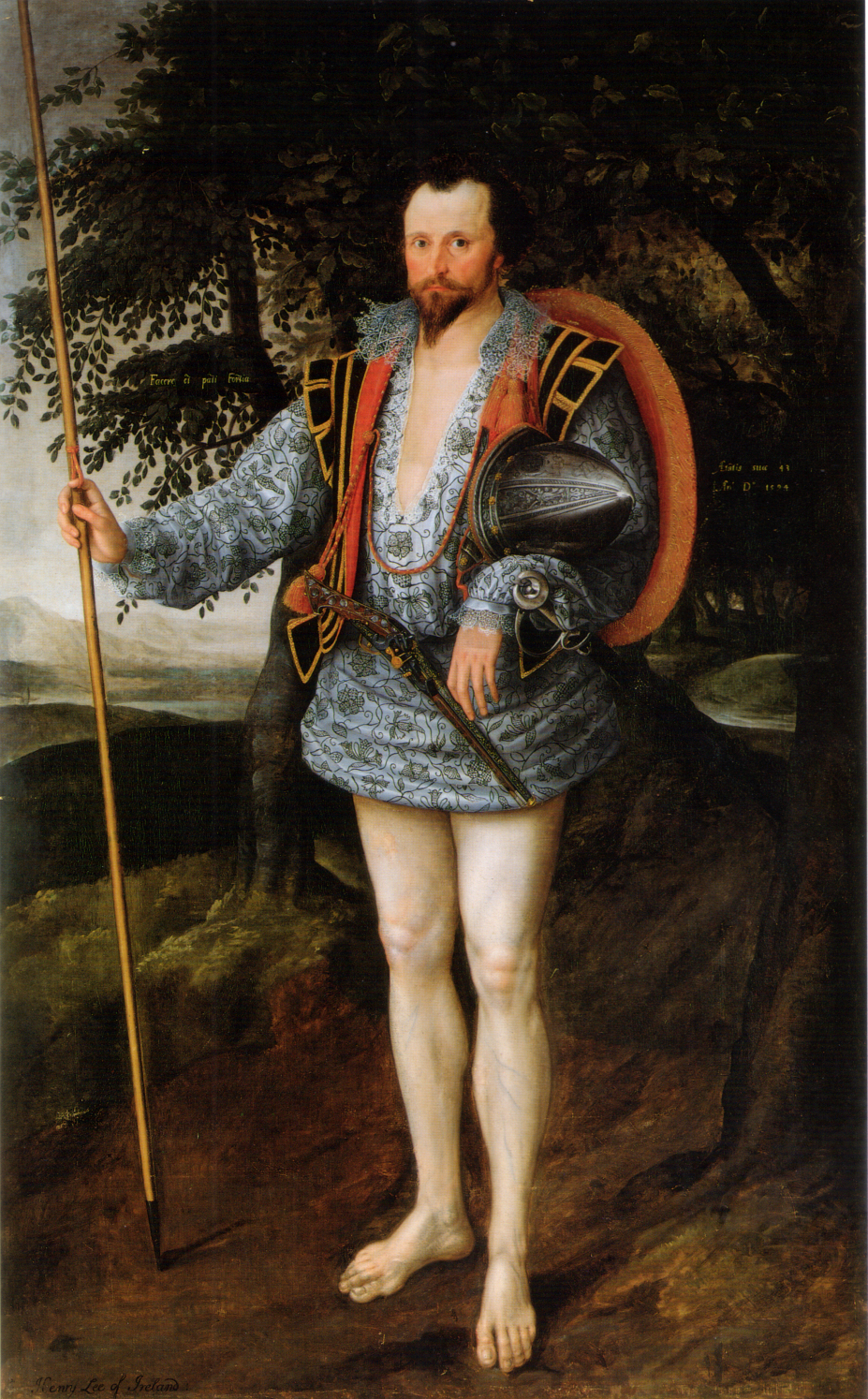
Le capitaine Thomas Lee par Marcus Gheeraerts.

Le 19 février 1601, le comte d'Essex comparut devant ses pairs pour haute trahison. Certaines preuves montraient sa tolérance excessive envers la dissidence religieuse. Il n'en tenta pas moins de retourner l'accusation de collusion avec les Catholiques, plaidant qu'« on avait payé et  suborné des papistes pour témoigner contre moi. » Essex accusa aussi Robert Cecil d'avoir affirmé que seule l'Infante d'Espagne pouvait prétendre à la Couronne d'Angleterre, sur quoi le ministre (qui suivait le procès caché derrière une tenture) s'avança devant la cour pour plaider le contraire, et même se mit à bénir dieu à genoux d'être présent pour pouvoir se défendre. Appelé à témoigner, William Knollys, l'oncle du comte d'Essex, déclara qu'on avait effectivement un jour donné lecture devant Robert Cecil, 1er comte de Salisbury, d'un livre, The Book of succession de R. Doleman — mais il s'agissait plus probablement de A Conference about the Next Succession to the Crown of England de Robert Persons, effectivement favorable aux Habsbourg — ; en définitive, Knollys démentit que Cecil aurait lui-même prononcé cette phrase.
C'est ainsi que le comte d'Essex fut condamné et exécuté par décapitation le 25 février 1601 à Tower Green ; il fut, du reste, la dernière personne à être exécutée à la Tour de Londres. Ironiquement, le bourreau, Thomas Derrick, autrefois condamné pour viol, avait été relaxé par le comte d'Essex lui-même à condition qu'il accepte la charge infamante de bourreau de Tyburn. Il dut s'y reprendre à trois fois pour séparer la tête du corps.
Quelques jours avant l'exécution, on avait arrêté un officier, Thomas Lee, chargé de la garde des appartements royaux. Ce capitaine, qui avait servi sous Robert Devereux en Irlande et avait assuré les pourparlers avec les rebelles de l'Ulster, projetait de séquestrer la reine pour obtenir d'elle la signature d'un décret de pardon du comte. Lee fut exécuté le 26 février.
La condamnation d'Essex pour haute trahison entraînait en principe la déchéance de toute sa dynastie et la confiscation de ses titres ; mais à la mort de la reine, le roi Jacques rétablit le fils déshérité, Robert Devereux, comme comte d'Essex, troisième du nom.

## L'homme de lettres
Comme beaucoup de courtisans de l'ère élisabéthaine, Robert Devereux était considéré comme un lettré, qui affrontait ses rivaux à la cour non seulement en politique mais aussi par sa plume. Son poème "Muses no more but mazes" déplore l'influence grandissante de Raleigh auprès de la reine.
D'autres pièces furent composées pour des spectacles de cour comprenant des danses et qu'on appelait « masques » : ainsi le sonnet "Seated between the old world and the new" fait l’éloge de la reine, lien moral entre l'Europe et les colonies d’Amérique, qui porte the world oppressed comme le géant Atlas de la mythologie. Sa période de disgrâce est, en revanche, émaillée d'écrits amers et pessimistes. Son plus long poème, "The Passion of a Discontented Mind" (dont le vers liminaire est From silent night...), est un testament, probablement rédigé dans les jours précédant son exécution, où il fait pénitence.
Plusieurs poésies de Devereux ont été mises en musique : le musicien John Dowland a mis en musique "Can she excuse my wrongs with virtue's cloak?" dans son First Booke of Songs (1597), poème qu'on a attribué à Devereux, certainement à cause du titre de la version purement instrumentale de ce morceau (The Earl of Essex's Galliard). Dans son recueil de 1612, Dowland met en musique les premiers vers de The Passion of a Discontented Mind. Orlando Gibbons l'imita immédiatement. Enfin le recueil A Musicall Banquet publié par Robert Dowland (1610), contient des harmonisations d'autres poésies : Change thy minde (air de Richard Martin) et To plead my faith (mélodie de Daniel Bacheler).

## Postérité dans les arts

### Théâtre
- Gautier Coste de La Calprenède, Le Comte d'Essex (1639).
- Thomas Corneille, Le Comte d'Essex (1678).
- Claude Boyer, Le Comte d'Essex, tragedie. Par Monsieur Boyer de l’Academie françoise (1678).
- John Banks, The Unhappy Favourite; Or the Earl of Essex, a Tragedy (1682).
- Maxwell Anderson, Elizabeth the Queen (en) (1930).

### Opéra
En 1715, Giuseppe Maria Orlandini a mis en musique le livret d'Antonio Salvi, Amore e maestà directement inspiré par les amours de Robert Devereux et d'Elizabeth Iere. En 1721 ce livret a été remanié dans l'opéra Arsace, créé au King's Theatre de Londres. Cette version a été représentée en première mondiale le 30 janvier 2025 à Trondheim pendant le Festival Baroque de Trondheim.
En 1837, Gaetano Donizetti lui a consacré un opéra : Roberto Devereux. Le livret est inspiré d'une pièce française, écrite par Ancelot. Le sujet était relativement apprécié en France puisqu'il s'agit de la quatrième pièce sur ce sujet, dont celle de Thomas Corneille (Le Comte d'Essex) qui avait eu un grand succès au XVIIe siècle.
En 1953, à l'occasion du couronnement de la reine Élisabeth II, Benjamin Britten a consacré un opéra, Gloriana, à l'histoire de Robert Devereux et de la reine Élisabeth Ire. Le livret, de William Plomer, s'inspire du livre de Lytton Strachey, Elizabeth and Essex. Lors de la création, le rôle de Robert Devereux était chanté par le ténor Peter Pears.

### Filmographie
- 1939 : La Vie privée d'Élisabeth d'Angleterre, film de Michael Curtiz avec Bette Davis et Errol Flynn, inspiré de la pièce Elizabeth the Queen (en) (1930) de Maxwell Anderson.
- 2006 : Elizabeth I, mini-série de deux épisodes avec Helen Mirren (Élisabeth Ire), Jeremy Irons (Robert Dudley, comte de Leicester) et Hugh Dancy (Robert Devereux, 2e comte d'Essex).
- 2011 : Anonymous réalisé par Roland Emmerich